# Гавриляк Андрій Степанович
Андрі́й Степа́нович Гавриля́к — полковник Національної гвардії України.
Станом на травень 2015-го — заступник командира 21-ї окремої бригади охорони громадського порядку з озброєння — начальник технічної частини.

## Нагороди
За особисту мужність і високий професіоналізм, виявлені у захисті державного суверенітету та територіальної цілісності України, вірність військовій присязі, відзначений — нагороджений
- орденом Богдана Хмельницького III ступеня (21.7.2015)
- відзнакою міста Кривий Ріг «За заслуги перед містом» ІІІ ступеня (лютий 2015)